# 2063 Bacchus
A 2063 Bacchus (ideiglenes jelöléssel 1977 HB) egy földközeli kisbolygó. Charles T. Kowal fedezte fel 1977. április 24-én.